# Antonio Valentín Angelillo
Pour les articles homonymes, voir Angelillo.
Antonio Valentín Angelillo (né à Buenos Aires, le 5 septembre 1937 et mort le 5 janvier 2018 à Sienne) est un footballeur et entraîneur argentin et italien.

## Biographie
En tant qu'attaquant, Antonio Valentín Angelillo fut international argentin à onze reprises (1955-1957) pour onze buts inscrits et international italien à deux reprises (1961-1962) pour un but inscrit.
Avec l'Argentine, il participa à la Copa América 1957, inscrivant huit buts dans le tournoi et le remportant.
En tant que joueur, il commença en Argentine (Arsenal de Lavallol, Racing Club de Avellaneda et CA Boca Juniors) puis joua douze ans en Italie (Inter Milan, AS Rome, Milan AC, Calcio Lecco et Genoa CFC). Dans son pays natal, il ne fut que vice-champion d'Argentine en 
1955. Dans son pays d'adoption, il remporta une Serie A en 1968, une coupe d'Italie en 1964 et une C2 en 1968. Il fut lors de la saison 1958-1959 avec 33 buts inscrits, le meilleur buteur du championnat italien.
En 1960, Helenio Herrera, son entraîneur à l'Inter de Milan, voyait en lui un second Di Stefano.
Il entama une carrière d'entraîneur dans de nombreux clubs en Italie et fut le sélectionneur entre 1989 et 1990 du Maroc. Il remporta qu'une troisième division en 1982 avec l'AC Arezzo.

## Clubs

### En tant que joueur
- 1952-1955 :  Arsenal de Lavallol
- 1955-1956 :  Racing Club
- 1956-1957 :  Boca Juniors
- 1957-1961 :  Inter Milan
- 1961-1965 :  AS Rome
- 1965-1966 :  Milan AC
- 1966-1967 :  AC Lecco
- 1967-1968 :  Milan AC
- 1968-1969 :  Genoa CFC

### En tant qu'entraîneur
- 1969-1971 :  AS Angelana
- 1971-1972 :  PA Montevarchi
- 1972-1973 :  SS Chieti
- 1973-1974 :  US Campobasso
- 1974-1975 :  Rimini Calcio
- 1975-1977 :  AC Brescia
- 1977-1978 :  AS Reggina
- 1978-1979 :  Pescara Calcio
- 1980-1984 :  US Arezzo
- 1984-1985 :  US Avellino
- 1985-1986 :  SSC Palerme
- 1986-1987 :  AC Mantoue
- 1987-1988 :  US Arezzo
- 1988-1990 :  FAR Rabat
- 1989-1990 :  Maroc
- 1990-1991 :  Torres Calcio

## Palmarès

### En tant que joueur
- Championnat d'Argentine de football
  - Vice-champion en 1955
- Championnat d'Italie de football

- - Champion en 1968
- Coupe d'Europe des vainqueurs de coupe de football
  - Vainqueur en 1968
- Coupe d'Italie de football
  - Vainqueur en 1964
  - Finaliste en 1959
- Coupe des Alpes (football)
  - Finaliste en 1963
- Meilleur buteur du championnat italien
  - Récompensé en 1959
- Copa América
  - Vainqueur en 1957

### En tant qu'entraîneur
- Championnat d'Italie de football D3
  - Champion en 1982
- Botola Pro1
  - Champion en 1989